# Asociación Atlética Gaélica
La Asociación Atlética Gaélica (en inglés, Gaelic Athletic Association; en irlandés, Cumann Luthchleas Gael) es un asociación deportiva irlandesa que fomenta y organiza competiciones deportivas de hurling y fútbol gaélico, así como otros deportes de tradición irlandesa en categorías masculina y femenina.

## Historia
La GAA fue fundada en 1884 y es actualmente la asociación deportiva más grande de Irlanda con más de 800.000 socios en la asociación. Posee reglas estrictas acerca de la condición amateur de los jugadores y entrenadores. La categoría más alta de competición es la All-Ireland Final, disputada entre condados. Tanto el hurling como el fútbol gaélico, principales deportes de la asociación, son muy antiguos. Se cree que el fútbol gaélico proviene del antiguo fútbol irlandés conocido como caid, que se remonta al 1537, aunque el reglamento moderno data de 1887.

## Competiciones internacionales
El GAA no dirige directamente ningún torneo internacional según las reglas del fútbol gaélico o del hurling (o camogie). Sin embargo, los deportes gaélicos tienen presencia fuera de Irlanda según dos modalides:

### Reglas internacionales
Anualmente los deportes gaélicos se miden con otros deportes nacionales similares según unas reglas intermedias acordadas conjuntamente.
El equipo de hurling compite anualmente contra el equipo nacional escocés de shinty.
Una selección nacional de fútbol gaélico compite contra una selección nacional de fútbol australiano. El evento tiene lugar alternativamente en Irlanda y Australia. En diciembre de 2006, este encuentro se suspendió debido a la violencia excesiva de los partidos y se volvió a retomar en octubre de 2008 tras superar dos partidos de prueba en Australia.

### Comités internacionales
La GAA tiene una serie de comités fuera de Irlanda que agrupan y organizan a los equipos de deportes gaélicos en el extranjero. Las regiones se dividen en Asia, Australasia, Canadá, Estados Unidos (excepto Nueva York), Europa continental y Reino Unido (excepto Londres). Si bien las normas de juego de cada campeonato son las mismas, la organización del campeonato es diferente en distintas zonas según el número de equipos y la facilidad de desplazamiento.